# Orchesia calotricha
Orchesia calotricha là một loài bọ cánh cứng trong họ Melandryidae. Loài này được Lea miêu tả khoa học năm 1920.